# Puncte extreme ale Republicii Moldova

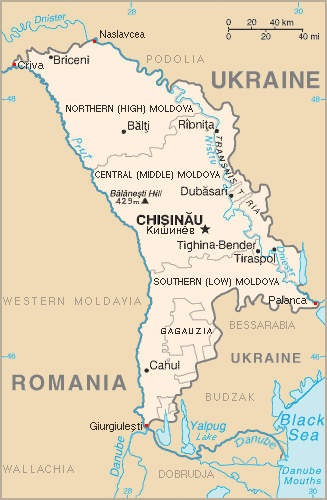
În roșu, punctele extreme ale Republicii Moldova

Aceasta este o listă de puncte extreme ale Republicii Moldova: punctele care sunt mai în nordul, sudul, estul sau vestul extrem, decât oricare altă locație, precum și cele mai înalte și joase puncte din țară.

## Puncte extreme
| Extremă       | Punct        | Raion               | Entitate transfrontalieră                                                                          | Coordonate                          | Note |
| ------------- | ------------ | ------------------- | -------------------------------------------------------------------------------------------------- | ----------------------------------- | ---- |
| Nordul extrem | Naslavcea    | raionul Ocnița      | Kreminne, raionul Moghilău, regiunea Vinnița, Ucraina                                              | 48°28′N 27°35′E / 48.467°N 27.583°E |      |
| Sudul extrem  | Giurgiulești | raionul Cahul       | Galați, județul Galați (România) și Reni, raionul Reni, regiunea Odesa (Ucraina)                   | 45°29′N 28°12′E / 45.483°N 28.200°E |      |
| Vestul extrem | Criva        | raionul Briceni     | Păltiniș, județul Botoșani (România) și Mămăliga, raionul Noua Suliță, regiunea Cernăuți (Ucraina) | 48°16′N 26°40′E / 48.267°N 26.667°E |      |
| Estul extrem  | Palanca      | raionul Ștefan Vodă | raioanele Cetatea Albă și Bileaivka, regiunea Odesa, Ucraina                                       | 46°24′N 30°05′E / 46.400°N 30.083°E |      |

## Cote extreme
- Cel mai înalt punct: dealul Bălănești (430 m.) 47°13′N 28°05′E / 47.217°N 28.083°E – raioanele Călărași și Nisporeni
- Cel mai jos punct: valea Nistrului (2 m.) – raionul Ștefan Vodă

## Vezi și
- Punctele extreme ale Europei
- Punctele extreme ale Pământului
- Geografia Republicii Moldova
- Punctele extreme ale României